# Alliansen liberaler och demokrater
Ej att förväxla med det europeiska partiet Alliansen liberaler och demokrater för Europa eller den politiska gruppen i Europaparlamentet Gruppen Alliansen liberaler och demokrater för Europa.
Alliansen liberaler och demokrater (rumänska: Alianța Liberalilor și Democraților, ALDE) var ett politiskt parti i Rumänien. Partiet bildades 19 juni 2015 genom en sammanslagning av Liberala reformistpartiet och Konservativa partiet. Partiet var representerade i det rumänska parlamentet och var en del av regeringarna Ponta IV, Grindeanu, Tudose och Dăncilă. I oktober 2020 uppgick partiet i PRO România.